# Sporting Clube de Portugal (beach soccer)
Lo Sporting Clube de Portugal è un club professionistico di beach soccer con sede a Lisbona, in Portogallo.

## Rosa
| N. |                       | Ruolo | Calciatore                      |
| -- | --------------------- | ----- | ------------------------------- |
| 1  | Portogallo (bandiera) | P     | Tiago Petrony                   |
| 2  | Portogallo (bandiera) | D     | Rui Coimbra                     |
| 3  | Brasile (bandiera)    | C     | Datinha                         |
| 4  | Brasile (bandiera)    | D     | Diogo Catarino                  |
| 5  | Brasile (bandiera)    | C     | Bruno Xavier                    |
| 6  | Brasile (bandiera)    | A     | Nelito Oliveira da Silva Júnior |
| 7  | Portogallo (bandiera) | C     | Madjer                          |
| 8  | Portogallo (bandiera) | D     | Marinho                         |
| 9  | Portogallo (bandiera) | A     | Duarte Vivo                     |
| 10 | Portogallo (bandiera) | C     | Ricardinho                      |
| 11 | Portogallo (bandiera) | A     | David Cosmeli                   |

| N. |                       | Ruolo | Calciatore      |
| -- | --------------------- | ----- | --------------- |
| 13 | Portogallo (bandiera) | C     | Eduardo Farinha |
| 15 | Portogallo (bandiera) | C     | Lúcio Carmo     |
| 18 | Spagna (bandiera)     | P     | Francisco Dona  |
| 22 | Portogallo (bandiera) | P     | João Vaz        |
|    | Portogallo (bandiera) | P     | David Pereira   |
|    | Portogallo (bandiera) | D     | Rudy Viana      |
|    | Portogallo (bandiera) | A     | Bernardo Capelo |
|    | Portogallo (bandiera) | D     | André Cachopo   |
|    | Portogallo (bandiera) | P     | Carlos          |
|    | Portogallo (bandiera) | C     | Mathew Santos   |
|    | Brasile (bandiera)    | A     | Rodrigo Soares  |

Allenatore:  Mário Miguel